# Delphyre rhodocrypta
Delphyre rhodocrypta là một loài bướm đêm thuộc phân họ Arctiinae, họ Erebidae.